# Musikantenkrug

Musikantenkrug Logo

Musikantenkrug ist eine aufgezeichnete Unterhaltungssendung mit volkstümlicher Musik, Blasmusik, deutschen Schlagern, Tanz und Akrobatik. Die Sendung ist eine Produktion des Gesangspaars Jo & Josephine.

## Sendung
Die ersten Sendungen wurden am 14. August 2010 in der Thünenscheune Tellow (Mecklenburg-Vorpommern) aufgezeichnet. Im Januar 2011 kam Altentreptow als Aufzeichnungsort hinzu und im April 2012 das Müritz-Hotel in Klink, später dann Gadebusch, Groß Kordshagen und Mahlwinkel. Von Beginn an wurde der Musikantenkrug bundesweit, in Österreich und der Schweiz ausgestrahlt. Seit Dezember 2011 kann der Musikantenkrug über den Sender German Kino Plus auch in den USA gesehen werden. In der knapp einstündigen Unterhaltungssendung traten bisher vor allem Künstler aus Deutschland, insbesondere aus Norddeutschland auf. Es ist die einzige TV-Musikshow, die als fortlaufende Reihe in Mecklenburg-Vorpommern produziert wird. Von 2014 bis 2018 pausierte die Sendung. Seit 2019 gibt es sie wieder als Gemeinschaftsproduktion mit dem Stendaler Fernsehen.

### Moderation
Moderatoren der Sendung waren ab dem Sendestart Jo & Josephine. Ihnen zur Seite trat ein singender Wirt, der auch Teile der Moderation übernahm.

## Aufführungskalender

### 2010
| Folge   | Aufführungsort          | Datum           |
| ------- | ----------------------- | --------------- |
| Folge 1 | Thünenscheune in Tellow | 14. August 2010 |
| Folge 2 | Thünenscheune in Tellow | 14. August 2010 |

### 2011
| Folge   | Aufführungsort                    | Datum          |
| ------- | --------------------------------- | -------------- |
| Folge 3 | Fritz-Reuter-Haus in Altentreptow | 8. Januar 2011 |
| Folge 4 | Fritz-Reuter-Haus in Altentreptow | 8. Januar 2011 |
| Folge 5 | Thünenscheune in Tellow           | 6. August 2011 |
| Folge 6 | Thünenscheune in Tellow           | 6. August 2011 |
| Folge 7 | Thünenscheune in Tellow           | 7. August 2011 |
| Folge 8 | Thünenscheune in Tellow           | 7. August 2011 |

### 2012
| Folge    | Aufführungsort                    | Datum          |
| -------- | --------------------------------- | -------------- |
| Folge 9  | Fritz-Reuter-Haus in Altentreptow | 7. Januar 2012 |
| Folge 10 | Fritz-Reuter-Haus in Altentreptow | 7. Januar 2012 |
| Folge 11 | Müritz Hotel in Klink             | 21. April 2012 |
| Folge 12 | Müritz Hotel in Klink             | 21. April 2012 |
| Folge 13 | Groß Kordshagen                   | 16. Juni 2012  |
| Folge 14 | Thünenscheune in Tellow           | 29. Juli 2012  |
| Folge 15 | Thünenscheune in Tellow           | 29. Juli 2012  |

### 2013
| Folge    | Aufführungsort                    | Datum            |
| -------- | --------------------------------- | ---------------- |
| Folge 16 | Fritz-Reuter-Haus in Altentreptow | 12. Januar 2013  |
| Folge 17 | Fritz-Reuter-Haus in Altentreptow | 12. Januar 2013  |
| Folge 18 | Kreml in Gadebusch                | 2. November 2013 |
| Folge 19 | Kreml in Gadebusch                | 2. November 2013 |

### 2019
| Folge    | Aufführungsort                     | Datum         |
| -------- | ---------------------------------- | ------------- |
| Folge 20 | Mahlwinkel, Sachsen-Anhalt openair | 14. Juli 2019 |
| Folge 21 | Mahlwinkel, Sachsen-Anhalt openair | 14. Juli 2019 |

### 2022
| Folge    | Aufführungsort                                    | Datum         |
| -------- | ------------------------------------------------- | ------------- |
| Folge 22 | Altentreptow Klosterberg am großen Stein open air | 25. Juni 2022 |
| Folge 23 | Altentreptow Klosterberg am großen Stein open air | 25. Juni 2022 |
| Folge 24 | Mahlwinkel, Sachsen-Anhalt openair                | 16. Juli 2022 |
| Folge 25 | Mahlwinkel, Sachsen-Anhalt openair                | 16. Juli 2022 |